# 論盡媒體
論盡媒體（英語：All About Macau Media）是澳門的一家以網絡為主要平台的新媒體，於2012年10月正式開始營運，也是澳門少有的獨立媒體以及澳門最初成立的新興線上媒體之一，其英文名稱意思是「將事情講清楚」。

## 歷史
《論盡媒體》最早在2010年和澳門周報《訊報》合作，創立「論盡澳門街」作每周專題報導，初期由不同領域人仕輪流撰稿，當中有資深傳媒工作者、前線記者、藝文工作者及專業人士等。直至2012年10月，由資深記者吳小毅、陳麗靜、彭靄慈及設計師鄭志偉等人為主，正式成立《論盡媒體》，開始經營臉書專頁和創立官方網站，後來在2013年起每月出版一次紙本。該媒體最初只有義工經營並主力做每週專題，後來新增了全職員工，其收入來自《訊報》稿費、讀者捐款和廣告收入等。

### 反離保運動
在2014年的澳門反離保運動期間，當地互聯網的號召力發揮了很大的作用，其中《論盡媒體》和澳門民主派議政團體新澳門學社成員創辦的《愛瞞日報》兩家網媒表現較為突出，兩家媒體的許多報導都迫使澳門特區政府就人們的抗議聲音作出回應，對社會作出較大的影響。澳門葡英傳媒協會會長馬天龍（José Carlos Matias）於2018年5月時表示，《論盡媒體》是在澳門相對而言較為獨立且能夠在網上產生較多影響力的媒體。亦有研究者認為反離保運動的成功不僅是澳門人的勝利，也是互聯網另類媒體的勝利，因為這些媒體超越了主流媒體所設置的輿論障礙，創造了相對自由的空間去傳播與親政府的建制派抗衡的觀點，並能夠號召群眾作出行動。

### 陷入財困
因長期只以募捐及少量廣告收入維持運作，在新冠疫情後，廣告及捐款也減少，在2023年初陷入財困，只維持最低限度運作，員工減薪及放無薪假。2025年8月4日，論盡媒體宣布其即時新聞報道將由每日更新改為「不定期更新」。

### 撤稿事件
2024年12月20日，於網站公告基於「不得已」原因，撤回澳門回歸二十五周年期間習近平視察澳門，全澳多處加強戒備，售賣機、合法的電單車位等日常設施臨時關閉的新聞。

### 立法会采访事件
2025年4月17日，《論盡媒體》记者欲前往立法会听取行政长官岑浩辉宣读施政报告，期间被立法会人员以“空间有限”为由禁止他们进入会议厅。在记者和立法会人员理论后，立法会报警处理，治安警察局随后以违反澳门刑法典第304条将两人移送检察院处理。

## 出版
除了月刊外，還不定期出版不同書籍。
- 我們：這時代──澳門人物、團體及老店專訪紀錄 2013-2016（2016年，ISBN 978-99965-681-0-7）
- 我們的曾經：荔枝碗的船村故事──手繪地圖（2017年，ISBN 978-99965-681-1-4）
- 土地──地產政權時代（2021年，ISBN 978-99965-681-2-1）

## 現況
除了專注於報導時政新聞外，《論盡媒體》亦會報導與人權自由、土地、保育、同性戀和城市規劃等議題。在受眾上，《論盡媒體》有七成的澳門讀者，一成香港讀者及一成台灣讀者，年齡層則是25-34歲為主。另外《論盡媒體》面對著電話被非法竊聽、資金和人手的短缺，網上競爭愈來愈大及自身網站在特定時段會遭受攻擊的問題。

## 中國大陸封鎖
依據GreatFire測試，其網站在中國大陸被當局的網墻封鎖，即當地網民無法正常訪問該網站。HTTP連結自2014年10月或更早起遭受封鎖至今，HTTPS連結自2021年8月起遭受封鎖至今。

## 歷任社長
1. 陳麗靜 

2. 吳小毅（－2023年8月25日離世）

3. 李銳俊（現任）

## 外部連結
- 官方网站（繁體中文）
- 論盡月刊 （页面存档备份，存于）
- 論盡媒體的Facebook專頁
- 論盡媒體的Instagram帳戶
- YouTube上的論盡媒體頻道